# Болдырёвка
Болдырёвка — село в Тюльганском районе Оренбургской области в составе Благовещенского сельсовета. 

## География
Находится на расстоянии примерно 22 километра по прямой на юго-запад от районного центра поселка  Тюльган.

## Население
Население составляло 97 человек в 2002 году (русские 47%, казахи 44%), 69 по переписи 2010 года.